# أنطونيو فرنسيسكو براغا
أنطونيو فرنسيسكو براغا (بالبرتغالية: Antônio Francisco Braga) هو ملحن برازيلي، ولد في 15 أبريل 1868 في ريو دي جانيرو في البرازيل، وتوفي بنفس المكان في 14 مارس 1945.

## وصلات خارجية
- أنطونيو فرنسيسكو براغا على موقع ميوزك برينز (الإنجليزية)